# Francesco Rutelli
Francesco Rutelli (Roma, 14 giugno 1954) è un ex politico e giornalista italiano, già sindaco di Roma dal 1993 al 2001.
Ha iniziato la propria attività politica a metà degli anni settanta nel Partito Radicale, di cui divenne segretario nel 1980 e di cui fu deputato dal 1983 al 1990. Fondatore dei Verdi Arcobaleno (confluiti successivamente nella Federazione dei Verdi), ricoprì brevemente la carica di Ministro dell'ambiente nel Governo Ciampi.
Nel dicembre 1993 diventò sindaco della Capitale, rivestendo l'incarico fino al gennaio 2001, quando si dimise perché candidato alla Presidenza del consiglio per le elezioni politiche dello stesso anno, assumendo la guida della coalizione di centro-sinistra per L'Ulivo. Nel 2002 diede vita al movimento Democrazia è Libertà - La Margherita, che confluì nel Partito Democratico nel 2007.
Ha ricoperto anche il ruolo di Ministro per i beni e le attività culturali e Vicepresidente del Consiglio nel governo Prodi II. È stato inoltre deputato dal 1983 al 1993, parlamentare europeo dal 1999 al 2004, nuovamente deputato dal 2001 al 2008 e senatore dal 2008 al 2013. Nel 2009 annunciò la sua uscita dal Partito Democratico e la fondazione di un nuovo movimento, Alleanza per l'Italia.
Dopo aver rinunciato a candidarsi alle elezioni politiche del 2013, ha presieduto e fondato varie iniziative per la conservazione e promozione del patrimonio culturale, dell'arte e dell'ambiente. Dal 2016 al 2024 è stato presidente dell'ANICA.

## Biografia

### Gli studi e l'esordio in politica
Nato da genitori di origine romana e di ascendenze palermitane, Marcello Rutelli e Sandra Gentili, studiò presso il liceo classico Massimiliano Massimo, gestito dai gesuiti, per poi passare al liceo classico statale Socrate, dove conseguì la maturità classica. Si iscrisse alla facoltà di architettura dell'Università La Sapienza, ma dopo 22 esami non portò a termine gli studi, cominciando a dedicarsi a tempo pieno all'attività politica.
Rutelli s'iscrisse al Partito Radicale di Marco Pannella, diventando nel 1979 segretario regionale nel Lazio e, l'anno successivo, segretario nazionale. Condusse iniziative per i diritti umani, i diritti civili, la giustizia (come il "caso Tortora"), il disarmo e l'ambiente. Nell'estate del 1981, si fece arrestare nel corso di una manifestazione nonviolenta a favore della chiusura della centrale nucleare di Latina («un relitto obsoleto non dissimile da quello di Chernobyl»). Trattenuto in carcere per tre giorni, fu poi pienamente assolto.
Nel febbraio 1983 diventa giornalista pubblicista, iscrivendosi all'Ordine dei giornalisti del Lazio. Sempre nel 1983, pochi mesi dopo, venne eletto alla Camera dei deputati diventando poi presidente del gruppo parlamentare radicale. In quegli anni, per il piglio deciso e l'attivismo mostrato, l'allora presidente del Senato Francesco Cossiga gli attribuì il soprannome di "Cicciobello". Nel 1987, fu rieletto alla Camera nella circoscrizione di Napoli, dimettendosi il 4 luglio 1990 (optando per la carica di consigliere regionale della Campania, da cui si dimette il 30 novembre 1990) e lasciando il seggio a Emma Bonino.

### Fondazione dei Verdi Arcobaleno e la nomina a ministro
Dopo la trasformazione del Partito Radicale in Partito Radicale Transnazionale e la decisione di non partecipare più ad alcuna competizione elettorale nazionale, nel 1989 Rutelli promosse la nascita dei Verdi Arcobaleno, una nuova formazione ecologista e progressista. In quegli anni, fra i temi principalmente trattati risultano la lotta all'effetto serra, alle emissioni di anidride carbonica e al disboscamento delle foreste tropicali, la tutela della fascia di ozono e il sostegno finanziario necessario per i Paesi meno sviluppati per l'applicazione dei programmi di tutela ambientale.
Rutelli in particolare fu promotore dell'aggregazione delle varie formazioni ambientaliste dell'epoca nella Federazione dei Verdi, della quale divenne coordinatore nazionale (1990). Alle Politiche del 1992, fu rieletto alla Camera nella circoscrizione di Roma, diventando capogruppo dei Verdi. Nel 1992 aderisce al progetto progressista di Alleanza Democratica, di cui sarà uno dei soci fondatori nel 1993. Il 28 aprile 1993, fu chiamato a rivestire la carica di Ministro dell'ambiente e delle aree urbane nel Governo Ciampi, ma si dimise dopo poco più di un giorno per protesta contro la decisione della Camera, nel pieno svolgimento dell'inchiesta "Mani pulite", di negare l'autorizzazione a procedere nei confronti dell'ex-Presidente del Consiglio Bettino Craxi.

### Sindaco di Roma

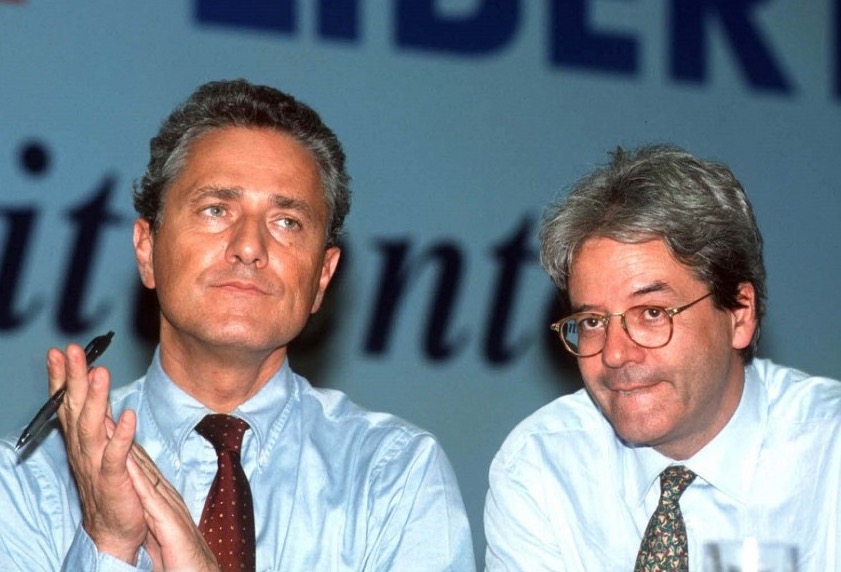
Rutelli con l'allora portavoce della sua giunta Paolo Gentiloni nel 1993.

Alle elezioni amministrative del 1993, le prime col sistema maggioritario a doppio turno, Rutelli si candida come sindaco di Roma sostenuto da una coalizione di centro-sinistra formata dal Partito Democratico della Sinistra, Federazione dei Verdi, Alleanza per Roma e Lista Pannella, ottenendo il 39,55% dei voti e accedendo al ballottaggio col segretario del Movimento Sociale Italiano Gianfranco Fini, dove lo sconfisse conquistando il 53,11% dei voti nella prima elezione a suffragio diretto del sindaco nella storia del comune.
Nel 1997 fu riconfermato sindaco con il 60,4% dei voti, battendo il candidato del centro-destra Pierluigi Borghini. Il 5 dicembre 1997, Rutelli venne nominato dal governo Prodi commissario straordinario per il giubileo del 2000.

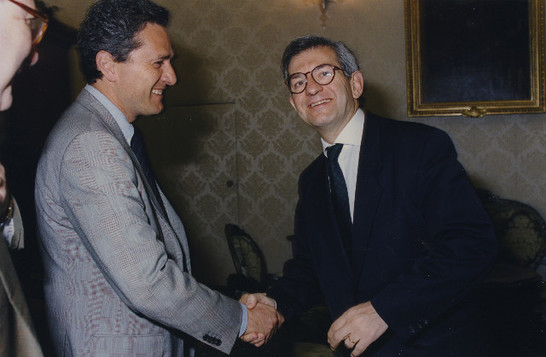
Rutelli con il presidente della Camera Luciano Violante.

Le sue giunte attuarono varie azioni di riqualificazione e ammodernamento della città, tra cui l'approvazione della variante al piano regolatore volto a tutelare parchi e spazi verdi (quantificato nella tutela di circa il 65% del territorio), il rilancio degli scavi nell'area archeologica dei Fori Imperiali, il rinnovo dell'area del Campidoglio e dei Musei Capitolini, il "Programma Centopiazze" (volto al restauro o alla costruzione ex novo di decine di piazze romane, tra cui Piazza del Popolo, Piazza di Spagna e la scalinata di Trinità dei Monti, Piazza Vittorio Emanuele II, Piazza dei Cinquecento, Piazza della Chiesa Nuova, Piazza del Pantheon, fino alle aree più periferiche), la realizzazione della terza corsia dell'autostrada Roma-Fiumicino e di oltre due terzi del Grande Raccordo Anulare, la creazione e l'attivazione delle ferrovie metropolitane e della linea tramviaria 8, il rinnovo e l'ampliamento della linea A della metropolitana fino al nuovo capolinea di Battistini, l'inaugurazione delle Scuderie del Quirinale e della Centrale Montemartini.

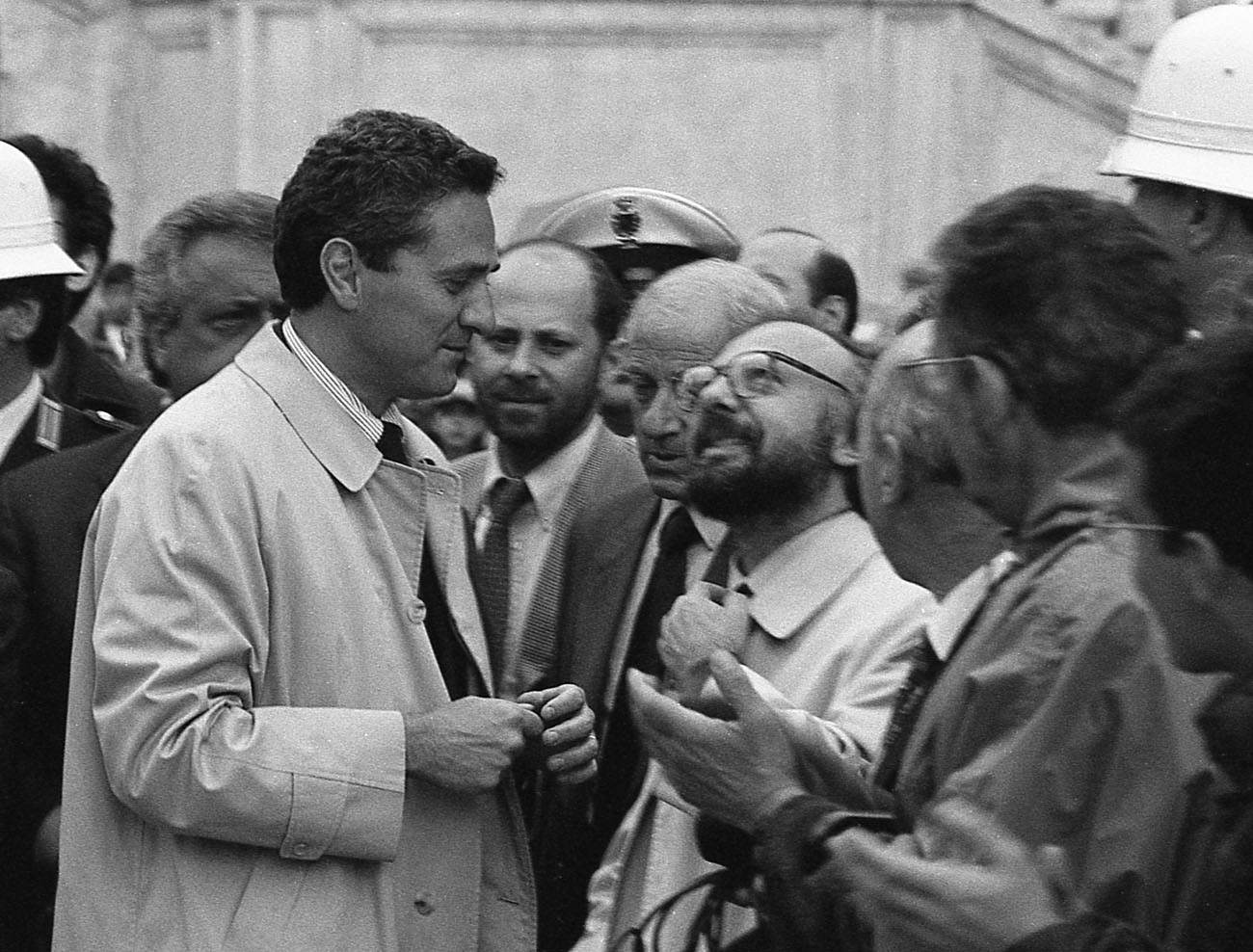
Rutelli sindaco col suo assessore alla cultura Gianni Borgna nel 1996.

Furono inoltre completati il recupero dell'ex-fabbrica Peroni (che diventò sede del Museo di arte contemporanea di Roma – MACRO, inaugurato ufficialmente nel 2002) e fu deciso l'avvio dei lavori per il nuovo Auditorium Parco della Musica (inaugurato nel 2002), della Chiesa di Dio Padre misericordioso e del nuovo Museo dell'Ara Pacis (entrambi assegnati all'architetto statunitense Richard Meier e inaugurati rispettivamente nel 2003 nel 2006), della Galleria Giovanni XXIII (inaugurata nel 2004) e del Roma Convention Center "La Nuvola" (inaugurato nel 2016), un duro piano di riduzione del debito dell'azienda municipale dei trasporti ATAC, la privatizzazione della Centrale del Latte di Roma (ceduta alla Cirio nel 1998) e la quotazione in borsa dell'azienda municipale dell'energia elettrica Acea (queste ultime ratificate da un referendum consultivo nel giugno 1997).
Nel 1998, si fece promotore insieme ad altri sindaci (fra cui Massimo Cacciari, Enzo Bianco e Leoluca Orlando) del Movimento Centocittà, che poi confluì ufficialmente nel gennaio 2000 ne I Democratici. Alle elezioni europee del 1999, fu eletto deputato al Parlamento europeo proprio nelle file democratiche, aderendo al gruppo parlamentare del Partito europeo dei liberali, democratici e riformatori.

### Leader dell'Ulivo e della Margherita

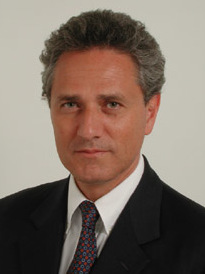
Rutelli rieletto alla Camera nel 2001

Il 25 settembre 2000 venne scelto come candidato alla Presidenza del Consiglio dei ministri della coalizione di centro-sinistra de L'Ulivo per le Politiche 2001: la coalizione perse contro quella di centro-destra, la Casa delle Libertà, guidata da Silvio Berlusconi di circa due punti e mezzo percentuali; Rutelli fu rieletto deputato nel collegio maggioritario di Roma Prenestino (56% dei voti), contro il candidato del centro-destra Elio Vito.
Nel 2002 contribuì a condurre I Democratici, il PPI e Rinnovamento Italiano a fondersi nel nuovo partito di centro-sinistra Democrazia è Libertà - La Margherita, di cui venne eletto presidente federale (scelta poi confermata nel 2004 e nel 2007). Nel 2004, in occasione delle elezioni europee, La Margherita aderì alla lista unitaria Uniti nell'Ulivo, composta anche da Democratici di Sinistra, Socialisti Democratici Italiani e Movimento Repubblicani Europei.
Sempre nel 2004, Rutelli co-fondò con François Bayrou il Partito Democratico Europeo, partito di centro che scelse di sedere al Parlamento europeo nel gruppo parlamentare dell'ALDE. Il PDE diede successivamente vita, con il Partito Democratico statunitense e il Council of Asian Liberals and Democrats all'Alleanza dei Democratici, un network di forze politiche di centro-sinistra e moderate, di cui Rutelli divenne co-presidente insieme a Bayrou ed Ellen Tauscher.

### Vicepremier e la nascita del Partito Democratico
In occasione delle elezioni regionali del 2005, nonostante la forte pressione degli alleati dei Democratici di Sinistra, Rutelli scelse di presentare liste autonome de La Margherita, pur confermando l'idea di una federazione di partiti che ha ne L'Ulivo «la metafora, l'abbozzo, del partito democratico che deve nascere».
A ottobre 2005, Rutelli propose all'Assemblea federale de La Margherita di approvare il varo di una lista unitaria, guidata da Romano Prodi, alla Camera dei deputati con i Democratici di Sinistra, mantenendo una lista separata al Senato. La decisione fu motivata dal fatto che «non sono più sufficienti proposte di coesione senza un'autentica unità politica concreta, perché non ci aiuterà più la coesione forzosa che ci derivava dalla legge elettorale maggioritaria», rilanciando in questo senso «il traguardo del partito democratico».

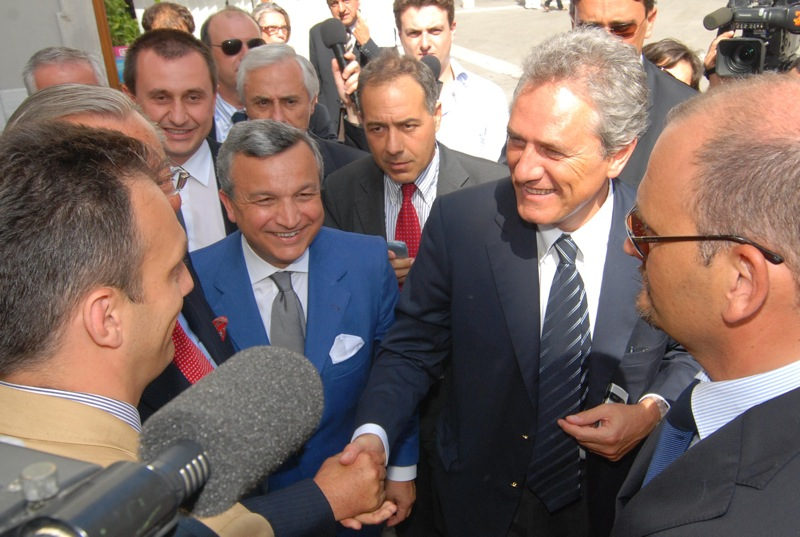
Rutelli a Trieste nel 2007

Alle elezioni politiche del 2006, fu eletto alla Camera come capolista della lista de L'Ulivo e, in seguito alla vittoria della coalizione di centro-sinistra, fu nominato Vicepresidente del Consiglio (insieme con Massimo D'Alema) e Ministro per i beni e le attività culturali nel Governo Prodi II. In qualità di ministro, realizzò la riforma del Codice dei beni culturali e del paesaggio, istituì varie misure per sostenere il comparto cinematografico e stabilì accordi con vari musei statunitensi (tra cui il Museum of Fine Arts di Boston, il Getty Museum di Los Angeles e il Princeton University Art Museum) per il rientro di beni archeologici e culturali trafugati all'estero, fra cui il Cratere di Eufronio, il Ritratto di Vibia Sabina e la Dea di Morgantina.
Il 23 maggio 2007, in vista della nascita ufficiale del Partito Democratico, venne nominato membro del Comitato promotore (soprannominato "Comitato dei 45"). Due mesi dopo, dichiarò il proprio sostegno alla candidatura di Walter Veltroni a segretario del PD, facendosi promotore di un manifesto politico-programmatico chiamato «Per il coraggio delle riforme», con il quale auspicò che il PD potesse produrre «un sano shock politico e progettuale per il centro sinistra».
In seguito alle annunciate dimissioni da sindaco di Walter Veltroni, per correre come candidato alla Presidenze del Consiglio con il Partito Democratico alle elezioni politiche del 2008, Rutelli fu sollecitato a ricandidarsi per un terzo mandato a sindaco di Roma. L'8 febbraio 2008 annunciò una "campagna d'ascolto" di 10 giorni, al termine della quale sciolse la riserva e accettò di candidarsi. Fu sconfitto al ballottaggio, ottenendo il 46,3% dei voti, contro il 53,7% del candidato del centro-destra Gianni Alemanno (nonostante al primo turno avesse ottenuto il 45,8% contro il 40,7% di Alemanno).

### Elezione a senatore e Alleanza per l'Italia
Alle politiche 2008 viene eletto al Senato, successivamente viene eletto all'unanimità Presidente del Comitato parlamentare per la sicurezza della Repubblica (COPASIR). Fra le azioni svolte, contribuì a fare pressioni sul Governo Berlusconi IV perché rimuovesse il segreto di Stato sui documenti relativi alla scomparsa dei giornalisti Graziella De Palo e Italo Toni, avvenuta il 2 settembre 1980: il Governo accettò nel dicembre 2009 di rimuovere le restrizioni su circa 1000 delle 1200 pagine relative al caso. Fu inoltre relatore dei rapporti "Relazione sui rischi per l’efficienza dei Servizi di informazione per la sicurezza derivanti dall'acquisizione e mancata distruzione di dati sensibili per la sicurezza della Repubblica", "La tratta di esseri umani e le sue implicazioni per la sicurezza della Repubblica" e "Relazione sulle possibili implicazioni e minacce per la sicurezza nazionale derivanti dall'utilizzo dello spazio cibernetico".
A settembre 2009, Rutelli pubblicò il pamphlet La svolta – Lettera a un partito mai nato, nel quale criticava il Partito Democratico, definendolo «un partito mai nato» e diverso da quello prospettato due anni prima da Veltroni. Dopo aver di fatto annunciato l'addio al partito verso fine ottobre, l'11 novembre 2009, insieme a Bruno Tabacci, Lorenzo Dellai e altri fuoriusciti dal PD, fondò il nuovo partito di centro Alleanza per l'Italia. Il giorno successivo, comunicò le proprie dimissioni dalla presidenza del COPASIR, perché «si determinino le condizioni per cui le rappresentanze parlamentari del Pd possano indicare nuovamente, nel corso di questa legislatura, il candidato presidente».
A dicembre 2010, Rutelli fu i fondatori del Nuovo Polo per l'Italia, un coordinamento unitario fra Alleanza per l'Italia, Futuro e Libertà per l'Italia, Unione di Centro e altri movimenti per la costituzione di «una forza di opposizione seria e responsabile». Il 14 luglio 2011, divenne presidente del neo-costituito gruppo parlamentare Per il Terzo Polo, composto dalle delegazioni parlamentari di ApI, FLI e Centro Democratico. Tuttavia, in seguito al fallimento del progetto, verso la fine del 2012 dichiarò un suo riavvicinamento al centro-sinistra, annunciando il proprio sostegno alla candidatura di Bruno Tabacci alle primarie di coalizione di quell'anno.
In vista delle elezioni politiche del 2013 Rutelli annuncia che non avrebbe ne partecipato alla campagna elettorale e ne si sarebbe ricandidato al Parlamento.

### Dopo il 2013 e l'abbandono della politica

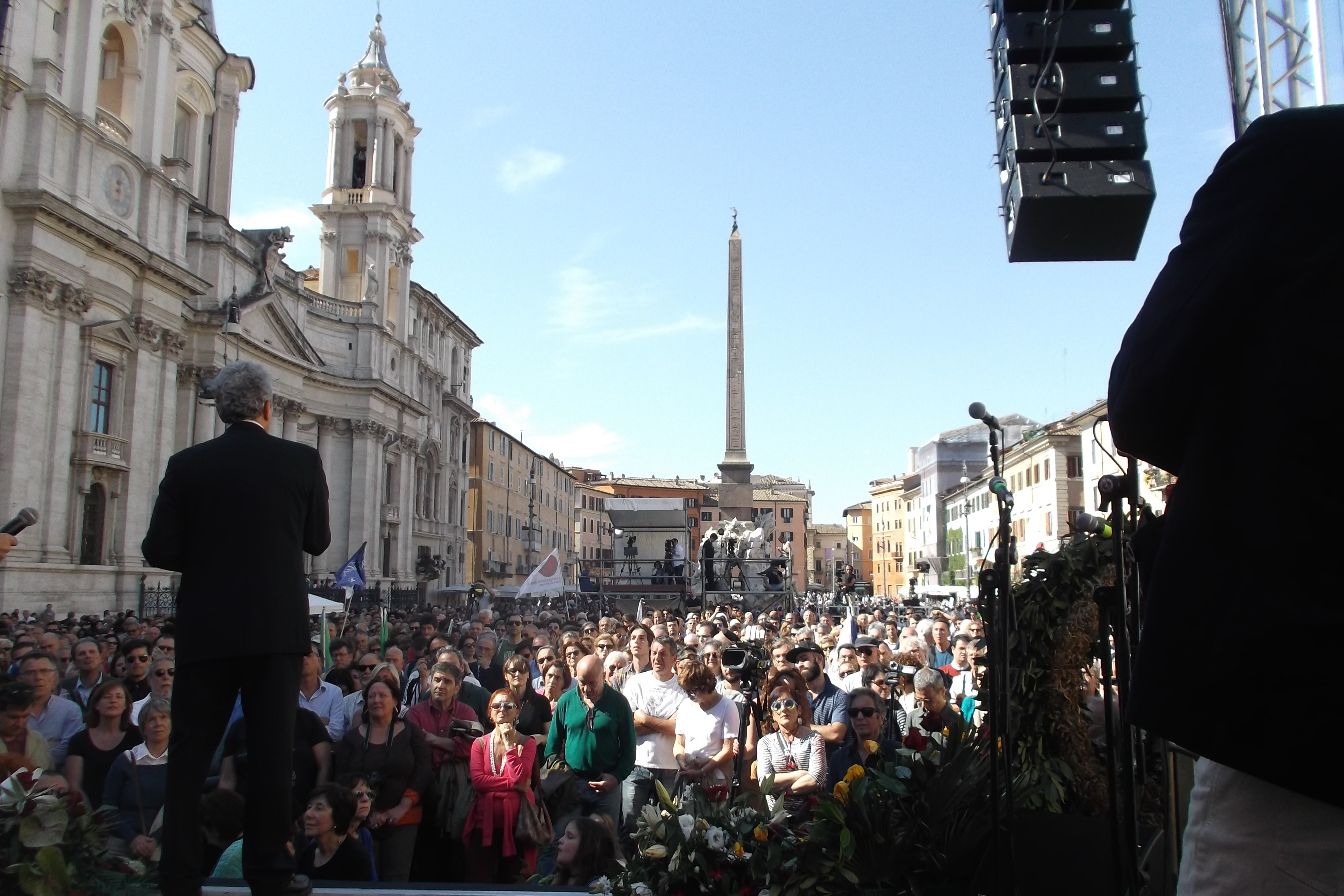
Francesco Rutelli (di spalle) al funerale civile di Marco Pannella, Roma, 21 maggio 2016

Dopo l'abbandono della politica attiva, s'impegnò nel fondare o presiedere associazioni e iniziative di carattere culturale e ambientale, come l'Associazione Incontro di Civiltà, l'Associazione Priorità Cultura, che organizza il Cultural Heritage Rescue Prize, un premio per coloro che salvano l'arte in pericolo nel mondo, la Fondazione Centro per un futuro sostenibile il Forum culturale Italia-Cina e la Scuola di servizio civico. È stato inoltre designato Coordinatore del Gruppo per le antiche vie culturali e religiose presso il Pontificio consiglio della cultura.
Nel 2014, Rutelli si iscrisse nuovamente alla facoltà di Architettura dell'Università La Sapienza di Roma, dove nel gennaio 2017 conseguì la laurea in Pianificazione e Progettazione del Paesaggio e dell'Ambiente con la votazione di 110 e lode. Ha ricevuto lauree honoris causa dalla John Cabot University, dalla American University of Rome e dalla Temple University.
Il 19 ottobre 2016, viene eletto presidente dell'Associazione nazionale industrie cinematografiche audiovisive e multimediali (ANICA), ottenendo un rinnovo per un altro triennio nel luglio 2019. Rimane in carica fino a novembre 2024, quando viene sostituito alla guida da Alessandro Usai. È co-fondatore e presidente di Anica Academy, scuola di formazione specializzata nell’audiovisivo.
Il 29 novembre 2019, viene eletto presidente dell'Institute of European Democrats, fondazione no-profit affiliata al Partito Democratico Europeo.
È fondatore e presidente del Soft Power Club, gruppo di personalità internazionali con lo scopo di promuovere una visione contemporanea del soft power, nonché ideatore e presidente di ESGR, società di consulenza e formazione in ambito ESG.

## Controversie

### Consulenze al Comune di Roma
Il 25 settembre 2001, Rutelli e gli assessori della sua giunta, con due sentenze separate della Corte dei conti, furono chiamati a pagare una sanzione di 3 miliardi e 479 milioni di lire circa al comune di Roma. Entrambi i casi riguardavano varie delibere, «con le quali erano stati conferiti e/o rinnovati incarichi e consulenze professionali esterne» in un periodo compreso fra dicembre 1993 e dicembre 1996, che la Corte aveva ritenuto eccessive poiché «si sarebbe potuto ricorrere alla collaborazione di estranei all'amministrazione solo nel caso di inadeguatezza del personale in servizio». Nello specifico, Rutelli fu condannato a una sanzione pecuniaria di 844 milioni circa nel primo caso e di 302 milioni circa nel secondo.
Il 22 aprile 2002, in sede di appello, le sanzioni riguardanti Rutelli furono tuttavia ridotte rispettivamente a 47 200 000 lire (24 376 euro) nel primo caso e a 77 495 000 lire (40 022 euro) nel secondo caso, riconoscendo che il danno fu «parzialmente compensato con i vantaggi realizzati dall'ente per effetto dell'attività degli esperti stessi». Entrambe le sanzioni amministrative furono confermate il 25 gennaio 2006 dalla Corte di cassazione.

### Caso Lusi
Francesco Rutelli si costituì parte offesa e fu ascoltato come testimone nell'ambito dell'inchiesta su Luigi Lusi, all'epoca senatore del Partito Democratico e tesoriere de La Margherita, accusato di appropriazione indebita per oltre 23 milioni di euro. Il 16 maggio 2012, in sede di Giunta per le autorizzazioni a procedere del Senato, Lusi dichiarò di aver versato soldi a varie personalità politiche, fra cui Rutelli, il quale rispose annunciando una denuncia per calunnia contro il senatore per le «mostruose e grossolane calunnie» riferite.
I magistrati già verso fine giugno espressero «diverse perplessità» sulle dichiarazioni e sui documenti resi da Lusi. A metà luglio 2012, gli inquirenti dichiararono che le accuse rese da Lusi risultavano «smentite dai fatti», portando all'incriminazione del senatore anche per calunnia. Il 2 maggio 2014, Lusi è stato condannato sia per il reato di appropriazione indebita, sia per quello di calunnia nei confronti di Rutelli. Entrambe le condanne nei confronti di Lusi furono poi confermate sia in appello (2016), sia in Cassazione (2017).

## Vita privata
È sposato con la giornalista Barbara Palombelli dal 1982, con rito civile, da cui ha avuto un figlio. La coppia ha poi adottato altri tre figli. Nell'aprile 1995, Rutelli e Palombelli celebrarono nuovamente il loro matrimonio, stavolta con rito religioso, officiato dal cardinale Achille Silvestrini. Suo bisnonno era lo scultore Mario Rutelli.
In una lettera aperta a la Repubblica, Rutelli ha dichiarato che la malattia e la morte di sua madre Sandra «hanno accelerato in me prima dei vent'anni un aspro distacco dalla religione. La militanza con i radicali è stata la sede per tradurre ed esplicitare l'asprezza di questo distacco». Negli anni a seguire, Rutelli si è poi riavvicinato al cattolicesimo.
A settembre 2006, nell'ambito del dibattito sull'eutanasia riproposto dal Presidente Giorgio Napolitano, ha dichiarato la sua contrarietà «all'eutanasia finché c'è una speranza», ma allo stesso tempo la sua contrarietà all'accanimento terapeutico.

## Libri
- Francesco Rutelli, Per il disarmo, Milano, Gammalibri, 1982, ISBN non esistente.
- Francesco Rutelli, Dieci anni al duemila – Il buongoverno ecologico, idee verdi, nuove istituzioni sovranazionali per le sfide ambientali senza frontiere, Roma, Edizioni Gruppo Parlamentare Verdi Arcobaleno, 1989, ISBN non esistente.
- Francesco Rutelli, Progetto per Roma, Roma-Napoli, Theoria, 1993, ISBN 88-241-0358-8.
- Francesco Rutelli e Paolo Gentiloni, Piazza della Libertà, Milano, Mondadori, 1996, ISBN 88-241-0358-8.
- Francesco Rutelli, Roma oggi e domani – Il futuro prossimo della capitale, Roma, Newton, 1997, ISBN 88-8183-692-0.
- Francesco Rutelli e Stefano Menichini, Quindici parole, Milano, Baldini & Castoldi, 2001, ISBN 88-8490-110-3.
- Francesco Rutelli, Memoria, bellezza e futuro, Roma, Ministro per i beni e le attività culturali, 2008, ISBN non esistente.
- Francesco Rutelli, La svolta – Lettera a un partito mai nato, Venezia, Marsilio, 2009, ISBN 978-88-317-9857-0.
  -  Francesco Rutelli, La svolta – Costruire l'alleanza per l'Italia, 2ª ed., Venezia, Marsilio, 2009, ISBN 978-88-317-9857-0.
- Francesco Rutelli, Non è vero – Liberiamoci dagli inganni, rimettiamo in ordine l'Italia, Soveria Mannelli, Rubbettino, 2011, ISBN 978-88-498-3180-1.
- Francesco Rutelli, Cultura energia inesauribile, Roma, Associazione Priorità Cultura, 2014, ISBN non esistente.
- Paolo Matthiae e Francesco Rutelli (a cura di), Rinascere dalle distruzioni, Milano, Electa, 2016, ISBN non esistente.
- Francesco Rutelli, Contro gli Immediati – Per la scuola, il lavoro, la politica, Milano, La nave di Teseo, 2017, ISBN 978-88-93443-91-3.
- Francesco Rutelli, La diplomazia culturale italiana, Napoli, Giapeto, 2018, ISBN 978-88-93262-14-9.
- Francesco Rutelli, Tutte le strade partono da Roma, Bari-Roma, Laterza, 2020, ISBN 978-88-581-4271-4.
- Francesco Rutelli, Soft Power - Per un multilateralismo efficace nel mondo post COVID, Roma, L'Erma di Bretschneider, 2021, ISBN 978-88-913-2226-5.
- Francesco Rutelli, Roma, camminando, Bari-Roma, Laterza, 2022, ISBN 978-88-581-4833-4.
- Francesco Rutelli, Il secolo verde, Solferino, 2023, ISBN 978-88-282-1020-7.
- Francesco Rutelli, Città vince, città perde, Bari-Roma, Laterza, 2024, ISBN 978-88-581-5540-0.

## Riconoscimenti
Accademico d'Onore all'Accademia delle arti del disegno.